# Солли-Танген, Дидрик
Дидрик Соли-Танген (норв. Didrik Solli-Tangen, 11 июня 1987, Порсгрунн, Телемарк) — норвежский певец. представитель Норвегии на песенном конкурсе Евровидение 2010 в Осло с песней «My heart is yours».

## Биография
Дидрик Соли-Тенген родился в семье музыкантов, поэтому с раннего детства занимается вокалом. Брал уроки у Андерса Вангена, который посоветовал исполнять оперные партии. Вдвоём они провели несколько совместных концертов. Певец учится на классическом отделении консерватории «Barratt Due» в Осло.

## Евровидение 2010
В 2010 году по результатам национального отбора певец избранный представлять Норвегию на конкурсе Евровидение с песней «My heart is yours». Поскольку благодаря победе Александра Рыбака 2009 году Норвегия принимает конкурс, Дидрик Соли-Тенген автоматически вышел в финал.